# Hausen (Marktoberdorf)
Hausen ist ein Dorf und Ortsteil von Bertoldshofen, das zur Stadt Marktoberdorf im Landkreis Ostallgäu im bayerischen Regierungsbezirk Schwaben gehört.

## Lage
Hausen liegt nördlich von Bertoldshofen und östlich des Hauptortes Marktoberdorf am Ölmühlbach. Westlich des Ortes fließt die Geltnach und verläuft die Kreisstraße OAL 5, südlich verläuft die B 472.

## Bauwerke
In der Liste der Baudenkmäler in Marktoberdorf ist für Hausen ein Baudenkmal aufgeführt: die Kapelle St. Isidor aus dem 18. Jahrhundert.

## Persönlichkeiten
Aus Hausen stammt der Fußballer Franz „Bulle“ Roth (* 1946), der Stammspieler der Mannschaft des FC Bayern war, die in den 1960er und 1970er Jahren zahlreiche nationale und internationale Titel gewann. Seine Eltern hatten hier einen großen Bauernhof.